# ビトペルチン
ビトペルチン(英: Bitopertin) は、統合失調症の陰性症状の改善薬としてロシュによって開発中のグリシン再取り込み阻害薬。陰性症状に対しての適応は2014年に第3相臨床試験で6試験のうち2試験で主要評価項目を達成しなかったためほとんどの臨床試験が中止となっている。
ビトペルチンは、シナプス間隙からのグリシンの再取り込みを阻害することによって、グリシン濃度を増加させるグリシントランスポーター1(GlyT1) 阻害剤である。グリシンは、 NMDA受容体においてグルタミン酸とともに必要なコアゴニストとして作用する。NMDA受容体の機能低下は、統合失調症の陰性症状において重要な役割を果たしている可能性が示唆されており、シナプス間隙におけるグリシン濃度の増加を介した、グルタミン酸作動性神経系の調節は、NMDA受容体の機能を強化し、統合失調症の陰性症状を改善するのに役立つ可能性があるとされる。
第2相臨床試験では、ビトペルチンを投与された患者は、8週間以内にベースラインからの陰性症状因子スコアの変化に有意な改善を示した (プラセボ群 -4.86 、治療群-6.65、p値<0.05）。さらに、ビトペルチンを投与された患者の83%がCGI-Iの陰性症状が改善したのに対し、プラセボを投与された患者で改善が見られたのは 66% であった (p値<0.05)。
2014年1月、ロシュは、統合失調症の陰性症状軽減におけるビトペルチンの有効性を評価する2つの第3相臨床試験において、ビトペルチンが主要評価項目を達成できなかったと発表した。その後、2014年4月にロシュは、統合失調症に対するビトペルチンの第3相臨床試験について1つを除いてすべてを中止すると発表した。